# Sericostachys
Sericostachys är ett släkte av amarantväxter. Sericostachys ingår i familjen amarantväxter.
Kladogram enligt Catalogue of Life:
| Sericostachys | \| \| Sericostachys scandens \| \| \| \| \| \| Sericostachys tomentosa \| \| \| \| |
|               | \| \| Sericostachys scandens \| \| \| \| \| \| Sericostachys tomentosa \| \| \| \| |
|               | Sericostachys scandens                                                             |
|               |                                                                                    |
|               | Sericostachys tomentosa                                                            |
|               |                                                                                    |